# Leónidasz (sportoló)
Rhodoszi Leónidasz (görög betűkkel Λεωνίδας ὁ Ρόδιος, Rhodosz, i. e. 180 – Rhodosz, i. e. 130) görög sportoló. Az olümpiai játékokon a fő futószámokon indult, a stadionfutásban (sztadion vagy aulosz), a kettős stadionfutásban (diaulosz) és a fegyveres futásban (hoplitodromosz). Már azzal is nevezetes, hogy egyike az ókori versenyek összesen hét triasztészének, azonban teljesen egyedülálló abban, hogy ezt még háromszor egymás után megismételte, amivel négyszeres triasztész lett, miközben még duplázni sem sikerült senki másnak.
Első olümpiai győzelmét i. e. 164-ben, vagyis 16 éves korában szerezte, és mindjárt mindhárom futószámot megnyerte, amiben elindult. Az ókori olümpiai játékokat épp úgy négy évente tartották, mint a modern olimpiai játékokat, az i. e. 160-as, i. e. 156-os és i. e. 152-es olümpiai játékokon is megnyert minden számot, amiben indult. 12 éven át nem sikerült senkinek legyőzni őt.
Az újkori olimpiákon sokkal több versenyszám és sokkal több részt vevő versenyző van, mint az ókorin. 2024-ig egyedül az amerikai Michael Phelps úszó tudta túlszárnyalni Leónidasz rekordját (23 olimpiai aranyéremmel), de ha csak a futószámok (illetve tágabban az atlétika) eredményeivel vetjük össze, akkor a görög sportolót azóta sem érte utol senki. Paavo Nurmi és Carl Lewis 9–9 győzelemmel közelítették meg a legjobban, de mindketten négy versenyszámban érték el ezeket az eredményeket.